# Mohammad Reza Roudaki
Mohammad Reza Roodaki (* 22. Februar 1984 in Teheran; persisch محمدرضا رودکی) ist ein ehemaliger iranischer Judoka und Teilnehmer an den Olympischen Sommerspielen 2008 in Peking.  
Bei den Asienspielen 2006 gewann er eine Silbermedaille in der 100 kg-Disziplin.
Bei den Olympischen Sommerspielen 2008 in Peking verlor er in der Vorrunde gegen den Georgier Lasha Gujejiani und musste in die Hoffnungsrunde, wo er seine Gegner aus den USA (Daniel McCormick) und Russland (Tamerlan Tmenov) besiegte. Im Kampf um die Bronzemedaille traf er auf den Kubaner Óscar Brayson, dem er unterlag.